# 从独裁到民主
从独裁到民主——解放运动的概念框架（From Dictatorship to Democracy, A Conceptual Framework for Liberation）是一本講述如何摧毁独裁政權和防止独裁者崛起的著作。 该著作由马萨诸塞大学政治学教授吉恩·夏普于1993年完稿，並於1994年出版。該著作已在全球多个国家出版，并被翻译成30多种语言。位於马萨诸塞州波士顿的阿尔伯特·爱因斯坦研究所也出版了該著作的多语言版本。2010年5月，美國境內出版了該著作英文版的第四版。該著作曾影響了2010-2012年的阿拉伯之春。 